# Estación de Manuel Becerra
Manuel Becerra es una estación de las líneas 2 y 6 del Metro de Madrid ubicada bajo la plaza del mismo nombre en el barrio de Guindalera en el distrito de Salamanca.

## Historia
La estación fue inaugurada el 14 de junio de 1924 con la apertura al público de los andenes de la línea 2 con el primer tramo inaugurado de la misma. La estación está a muy poca profundidad, ubicándose los andenes bajo la calle de Alcalá (al oeste de la plaza) y el vestíbulo bajo la Plaza de Manuel Becerra.
Después de la Guerra Civil (1936-39) se cambia el nombre de "plaza de Manuel Becerra" por el de "plaza de Roma", aunque la denominación de la estación del metropolitano no varió.
A principios de los años 70, empieza la construcción de la estación de la línea 6, en la que se instalaron carteles con el nombre "Plaza de Roma", denominación de la plaza en esa época; pero antes de ser abierta al público se cambiaron por los de "Manuel Becerra" para que coincidieran con el nombre de la estación de la línea 2 con la que tenía correspondencia. La plaza recuperó su antiguo nombre de Manuel Becerra en 1980.
La estación en este caso (línea 6) es más profunda, ubicándose sus andenes bajo el eje Francisco Silvela-Doctor Esquerdo y bajo el túnel que une ambas calles. Su apertura llevó consigo una reforma del vestíbulo, diseño del acceso en superficie y pasillos de conexión, inaugurándose el conjunto el 11 de octubre de 1979.
Actualmente la "boca" de acceso situada con salida a la calle de Alcalá (pares) y a la calle del Doctor Esquerdo, es de estilo "clásico" de hierro forjado negro asentado en granito. El acceso que está situado semiesquina a la calle D. Ramón de la Cruz, es del mismo estilo que el de la mayoría de las líneas de gálibo ancho de los años 70 y 80: pretil de granito con pórtico y pasamanos en acero inoxidable.
Desde el 30 de julio hasta el 9 de septiembre de 2022 el tramo Sainz de Baranda - Nuevos Ministerios de la línea 6 permaneció cortado por obras. En su lugar, existió un servicio especial de autobús sin coste para el viajero y con parada en el entorno de las estaciones afectadas. Los andenes de línea 2 no se vieron afectados, a excepción de un breve corte que hubo la mañana del 28 de agosto. Fue reformada cambiando las bóvedas para darle mayor luminosidad, y un estilo muy similar al de la estación de Méndez Álvaro.

## Accesos
Vestíbulo Manuel Becerra
- D. Ramón de la Cruz Plaza de Manuel Becerra, 5 (semiesquina C/ Don Ramón de la Cruz).

- Doctor Esquerdo Plaza de Manuel Becerra, 20 (esquina calle de Alcalá).

## Líneas y conexiones

### Metro
| << cabecera | < estación | línea | estación >    | cabecera >>    |
| ----------- | ---------- | ----- | ------------- | -------------- |
| Las Rosas   | Ventas     |       | Goya          | Cuatro Caminos |
| Circular    | O'Donnell  |       | Diego de León | Circular       |

### Autobuses
| Diurnos                                           |                                     |                                               |
| Autobuses con cabecera en Plaza de Manuel Becerra |                                     |                                               |
| Línea                                             | Destino                             | Parada                                        |
| 143                                               | Villa de Vallecas                   | 147 MANUEL BECERRA                            |
| 156                                               | Legazpi                             | 147 MANUEL BECERRA                            |
| 106                                               | Vicálvaro                           | 3749 MANUEL BECERRA                           |
| 48                                                | Barrio de Canillejas                | 3759 MANUEL BECERRA (C/ J. Ortega y Gasset)   |
| 38                                                | Las Rosas                           | 3761 MANUEL BECERRA (C/ Francisco Silvela)    |
| 110                                               | Cementerio de La Almudena           | 3761 MANUEL BECERRA (C/ Francisco Silvela)    |
| E5                                                | El Cañaveral                        | 3761 MANUEL BECERRA (C/ Francisco Silvela)    |
| 2                                                 | Reina Victoria                      | 3811 MANUEL BECERRA (C/ Doctor Esquerdo)      |
| 71                                                | Puerta de Arganda                   | 3811 MANUEL BECERRA (C/ Doctor Esquerdo)      |
| Autobuses pasantes en Plaza de Manuel Becerra     |                                     |                                               |
| Línea                                             | Destino                             | Parada                                        |
| 21                                                | Barrio de El Salvador               | 682 MANUEL BECERRA (C/ Alcalá, 146)           |
| 43                                                | Estrecho                            | 682 MANUEL BECERRA (C/ Alcalá, 146)           |
| 53                                                | Arturo Soria                        | 682 MANUEL BECERRA (C/ Alcalá, 146)           |
| 146                                               | Los Molinos                         | 682 MANUEL BECERRA (C/ Alcalá, 146)           |
| 21                                                | Paseo del Pintor Rosales            | 683 MANUEL BECERRA (C/ Alcalá, 189)           |
| 43                                                | Felipe II                           | 683 MANUEL BECERRA (C/ Alcalá, 189)           |
| 53                                                | Sol / Sevilla                       | 683 MANUEL BECERRA (C/ Alcalá, 189)           |
| 146                                               | Plaza del Callao                    | 683 MANUEL BECERRA (C/ Alcalá, 189)           |
| 210                                               | Diego de León                       | 684 MANUEL BECERRA (C/ Alcalá, 199)           |
| 12                                                | Cristo Rey                          | 1428 MANUEL BECERRA                           |
| 56                                                | Diego de León                       | 1428 MANUEL BECERRA                           |
| C2                                                | Circular 2                          | 1428 MANUEL BECERRA                           |
| 12                                                | Paseo del Marqués de Zafra          | 3829 MANUEL BECERRA (C/ Francisco Silvela, 1) |
| 56                                                | Puente de Vallecas                  | 3829 MANUEL BECERRA (C/ Francisco Silvela, 1) |
| C1                                                | Circular 1                          | 3829 MANUEL BECERRA (C/ Francisco Silvela, 1) |
| 210                                               | La Elipa                            | 3829 MANUEL BECERRA (C/ Francisco Silvela, 1) |
| Nocturnos                                         |                                     |                                               |
| Autobuses pasantes en Plaza de Manuel Becerra     |                                     |                                               |
| Línea                                             | Destino                             | Parada                                        |
| N5                                                | Colonia Fin de Semana               | 682 MANUEL BECERRA (C/ Alcalá, 146)           |
| N7                                                | Valderrivas                         | 682 MANUEL BECERRA (C/ Alcalá, 146)           |
| N5                                                | Cibeles                             | 683 MANUEL BECERRA (C/ Alcalá, 189)           |
| N7                                                | Cibeles                             | 683 MANUEL BECERRA (C/ Alcalá, 189)           |
| NC1                                               | Circular 1 (> Atocha - Pza. España) | 1427 MANUEL BECERRA                           |
| NC2                                               | Circular 2 (> Cuatro Caminos)       | 1428 MANUEL BECERRA                           |